# Gur Shelef
Gur Shelef (in ebraico גור שלף‎?; Tel Aviv, 10 gennaio 1974) è un ex cestista israeliano.

## Carriera
Con Israele ha disputato quattro edizioni dei Campionati europei (1997, 1999, 2003, 2005).

## Palmarès
- Campionato israeliano: 7

Maccabi Tel Aviv: 1998-99, 1999-2000, 2000-01, 2001-02, 2002-03, 2003-04, 2004-05
- Coppa di Israele: 7

Maccabi Tel Aviv: 1998-99, 1999-2000, 2000-01, 2001-02, 2002-03, 2003-04, 2004-05
- Coppa del Belgio: 1

Anversa Giants: 2007
- Coppa dei Campioni - Eurolega: 3

Maccabi Tel Aviv: 2000-01, 2003-04, 2004-05